# IC 3857
IC 3857 ist eine Elliptische Galaxie vom Hubble-Typ E im Sternbild Coma Berenices am Nordsternhimmel. Sie ist schätzungsweise 1 Milliarde Lichtjahre von der Milchstraße entfernt und hat einen Durchmesser von etwa 80.000 Lichtjahren. Vom Sonnensystem aus entfernt sich die Galaxie mit einer errechneten Radialgeschwindigkeit von näherungsweise 22.400 Kilometern pro Sekunde.
Im selben Himmelsareal befinden sich unter anderem die Galaxien IC 3881, IC 3884, PGC 1616133, PGC 3797601.
Das Objekt wurde am 27. Januar 1904 von Max Wolf entdeckt.